# 山崎敬之
山崎 敬之（やまざき けいし、1941年 - ）は、日本のシナリオライター、アニメプロデューサーである。主にテレビアニメのシナリオを手掛けてきた。

## 経歴・人物
東京都出身。早稲田大学第一文学部仏文学科卒業後、神田の地図出版社に就職、『観光百科』の編集に携わっていたが、偶然、家庭教師のアルバイト先の隣家が東京ムービーの取締役企画部長宅であったことから、1968年11月同社に転勤し、テレビアニメ『怪物くん』のシナリオ制作に参加した。
その後、テレビアニメ作品『巨人の星』、『六法やぶれクン』、『新オバケのQ太郎』、『赤胴鈴之助』、『ど根性ガエル』、『柔道讃歌』、『はじめ人間ギャートルズ』、『元祖天才バカボン』、『家なき子』、『宝島』、『ベルサイユのばら』、『おはよう!スパンク』、『じゃりン子チエ』、『とんでモン・ペ』、『それいけ!アンパンマン』などに参加。
1990年からは、フリーのプロデューサーとして活躍している。2008年に株式会社ファンタジアハウス（本社・品川）代表取締役社長に就任。
日本以外との合作プロジェクトではイタリア企業との合作『名探偵ホームズ』に参加、日本人関係者の名前がクレジットされていないが、フランス企業との合作『宇宙伝説ユリシーズ31』でもシナリオのチェックを担当した。『アタックNo.1』の主題歌の作詞も行った。
山崎は回想記『テレビアニメ魂』（講談社現代新書、2005年）で、『とんでモン・ペ』をとりあげ、シナリオ制作のロジックを語っている。この作品は、玩具製造販売会社から提示されたわずか一枚の子供の絵を題材にして作られた。子供が書いた子供の顔一枚から作品世界をすべて作り上げた経験を元に、魅力あるキャラクター（葛藤をもった主人公、主人公にとって太陽・月に例えられる人物）、明確な起承転結をもったストーリーの重要性を指摘し、現在のテレビゲーム主導型のアニメ作品におけるこれらの要素の欠如に警鐘を鳴らしている。
2007年7月には、中国上海展覧センターで開催された第3回中国国際動漫游戯博覧会に過去に関わったアニメ作品の紹介で参加した。同年8月には中国山東省烟台で開催された烟台首届国際動漫芸術節（山東省文化庁主催）に参加し、アニメ制作におけるシナリオの重要性を講演した。